# Strumigenys teratrix
Strumigenys teratrix (лат.) — вид мелких муравьёв рода Strumigenys из трибы Attini (ранее в Dacetini, подсемейство Myrmicinae).

## Распространение
Южная Америка: Колумбия.

## Описание
Длина коричневатого тела менее 2 мм (около 1,5), длина головы 0,44 м. Фасеточный глаз с 4 омматидиями. Петиоль в профиль с заметной вентральной губчатой лопастью, лишь немного меньшей латеральной лопасти. Первый тергит брюшка с короткими изогнутыми волосками. Базигастральные костулы длиннее максимальной длины диска постпетиоля. Верхушка узла петиоля грубо сетчато-точечная. Плечевые волоски переднеспинки имеются, нитевидные или жгутиковые. Мезонотум с парой стоячих волосков. Переднедорсальный угол петиоля в профиль не выступает за переднюю поверхность узла. Усики 6-члениковые. Скапус усика очень короткий, дорзо-вентрально сплющенный. Мандибулы короткие субтреугольные с 5—7 мелкими зубцами. Стебелёк между грудкой и брюшком состоит из двух члеников: петиолюса и постпетиолюса (последний четко отделен от брюшка), жало развито, куколки голые (без кокона). Предположительно, хищный вид, охотится как и близкие виды на мелкие виды почвенных членистоногих. Вид был впервые описан в 2000 году британским мирмекологом Барри Болтоном под первоначальным названием Pyramica teratrix Bolton, 2000.
Включён в состав видовой группы Strumigenys appretiata вместе с несколькими американскими видами (Strumigenys appretiata, S. deinomastax, S. hadrodens, S. halosis, S. raptans, S. raptans, S. siagodens, S. glenognatha, S. wheeleriana, S. xenochelyna).